# Comuna Mociulîșce, Dubrovîțea
Mociulîșce (în ucraineană Мочулище) este o comună în raionul Dubrovîțea, regiunea Rivne, Ucraina, formată din satele Cervone, Krupove și Mociulîșce (reședința).

## Demografie
Componența lingvistică a comunei Mociulîșce
     Ucraineană (99,16%)
     Alte limbi (0,84%)
Conform recensământului din 2001, majoritatea populației comunei Mociulîșce era vorbitoare de ucraineană (99,16%), existând în minoritate și vorbitori de alte limbi.